# Wachberg (Šluknovská pahorkatina, 439 m)
Wachberg (česky doslovně Strážný vrch) je 439 m vysoký vrch na území města Neustadt in Sachsen (místní část Rückersdorf) v zemském okrese Saské Švýcarsko-Východní Krušné hory v Sasku.

## Charakteristika
Vrch leží v německé části Šluknovské pahorkatiny (Lausitzer Bergland) a její mesogeochoře Západní hornolužická vrchovina (Westliches Oberlausitzer Bergland). Geologické podloží tvoří drobnozrnný dvojslídý hybridní granodiorit, vrcholová část je však složena z amfibolitu. Podloží je narušeno žilou porfyru a doleritu. Převládajícím půdním typem je podzolová kambizem, kterou doplňuje koluvizem. Východně od vrcholu pramení Fuchsbach a na severním úpatí Rückersdorfer Bach; oba potoky náleží k povodí Polenze, která patří k povodí Labe a k úmoří Severního moře. Většina vrchu je zemědělsky využívána, lesní porost nazývaný Lämmerbüschel se nachází převážně na východním svahu. Ve vrcholové části jsou umístěny dvě větrné elektrárny.